# Babilonie

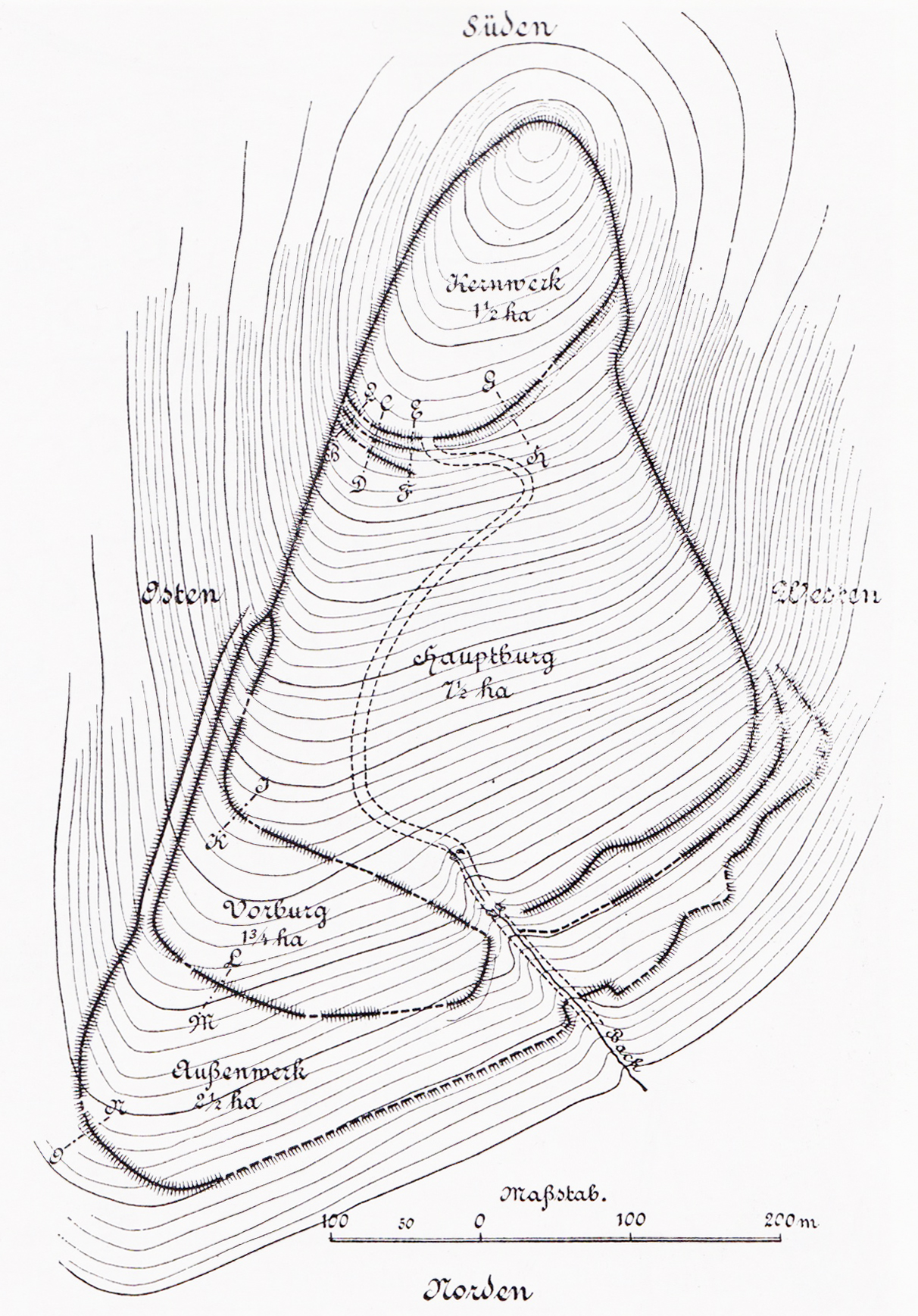
Lageplan der Babilonie von 1916 (Süden ist oben)

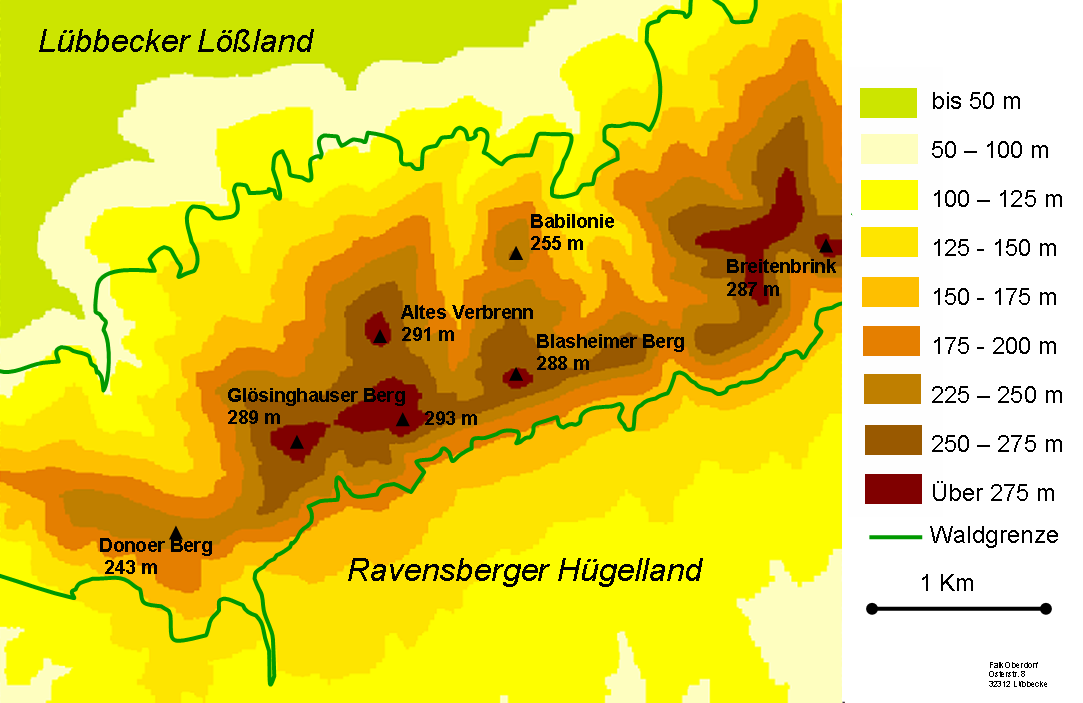
Höhenschichtung des Wiehengebirges um die Babilonie

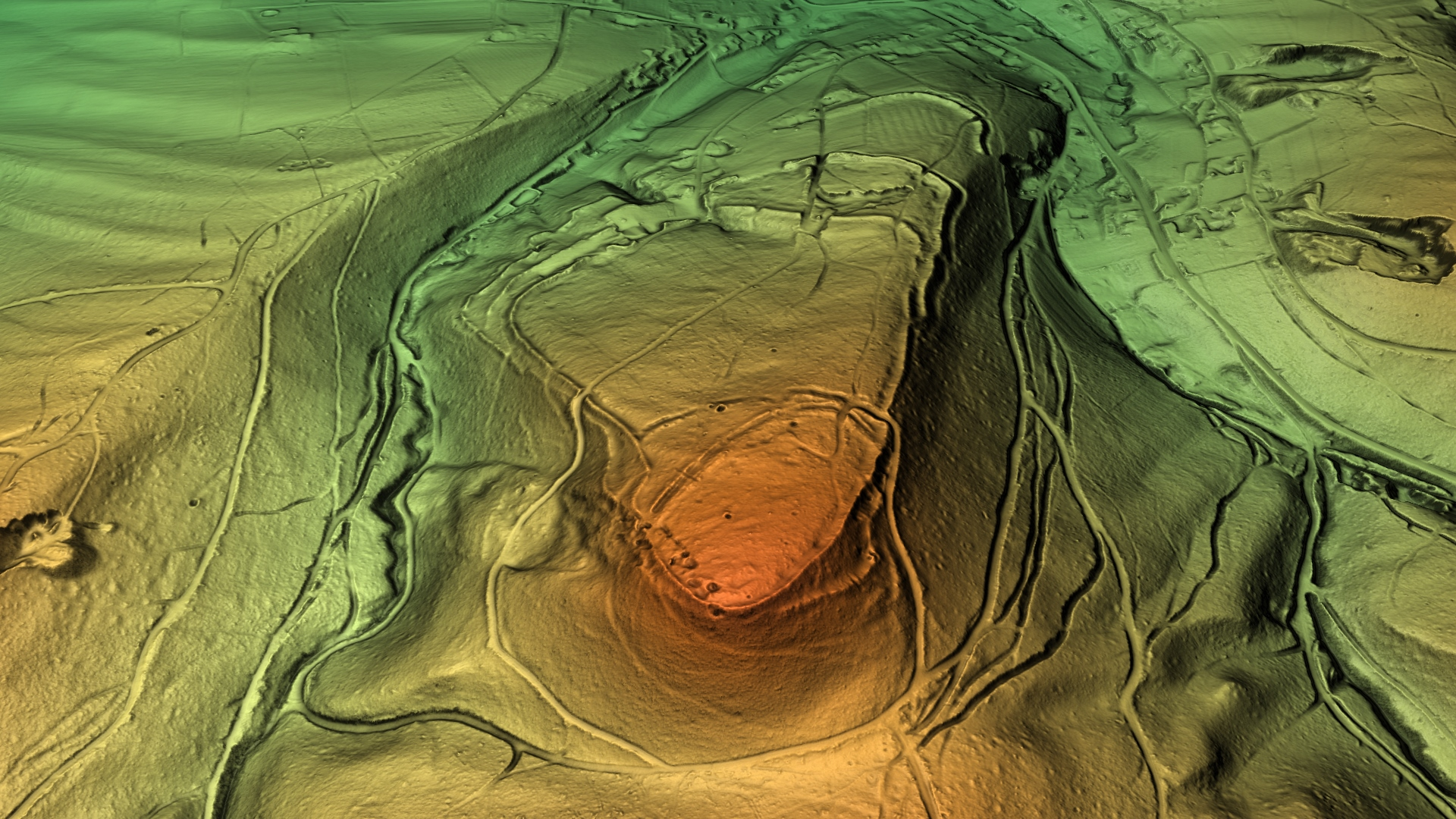
3D-Ansicht des digitalen Geländemodells

Die Babilonie ist eine bis auf 255,6 m Höhe liegende Wallburg mit Ursprüngen in der vorrömischen Eisenzeit am Nordrand einer Kuppe des Wiehengebirges oberhalb des Lübbecker Stadtteils Obermehnen im Kreis Minden-Lübbecke, Nordrhein-Westfalen (Deutschland).

## Geschichte
Der Name „Babilonie“ ist erst seit 1723 belegt, seine Herkunft ist umstritten. Möglicherweise ist er von der Bezeichnung „Babelönje/Babenlon“ für Bergwald abgeleitet. Ein Zusammenhang mit der Schlacht von „Hlidbeki“ (= Lübbecke) in den Sachsenkriegen Karls des Großen, von der die fränkischen Reichsannalen für das Jahr 775 berichten, wird zwar vielfach vermutet, ist aber keinesfalls nachgewiesen. Der Zeitpunkt der Auflassung der Anlage ist beim gegenwärtigen Forschungsstand noch ungeklärt.
Ausgrabungen wurden in der Wallburg durch Friedrich Langewiesche 1905, 1929/30, 1936 und 1939 durchgeführt, durch Walter Lange 1952 und durch Klaus Günther 1981. Die erste Kartierung der für eine große Burganlage außergewöhnlich gut geeigneten Bergkuppe mit einer weit oben entspringenden Quelle erfolgte nach 1880. Die Mehrzahl der Funde stammt aus der vorrömischen Eisenzeit. Außerdem wurde Keramik des 5.–7. Jahrhunderts und nicht genauer beschriebene Scherben mittelalterlicher Kugeltöpfe geborgen.

## Baugeschichte
Die erste Befestigung aus der vorrömischen Eisenzeit umgab als einfacher Wall ohne vorgelagerten Graben die Kuppe im Süden und die Quelle im Norden. In der nächsten, ebenfalls noch eisenzeitlichen Phase wurde davor im Norden eine weitere Befestigungslinie angelegt, deren Wälle an den Seiten auslaufen. In einer dritten Phase wurde im Nordosten der äußere Wall erhöht, die Befestigungslinie schwenkt dann nach Westen auf den inneren Wall der ersten Phase ein. Ihr ist streckenweise ein 5 m breiter und 1,90 m tiefer Spitzgraben vorgelagert. Außerdem wurde im Norden eine äußerste Befestigungslinie vorgelagert. Diese Phase wird durch Keramikfunde in das 5.–7. Jh. datiert. In einer vierten Periode wurde durch einen Wall ein Kernwerk abgetrennt, dem ein 4 m breiter Sohlgraben vorgelagert ist. Da diese Befestigung mit einem Zangentor versehenen ist, wird sie in die karolingisch-ottonische Zeit gesetzt. In der letzten, bisher nicht datierten Phase wurde dieses Kernwerk durch eine Mörtelmauer  in seiner Nordhälfte verkleinert, der ein 4–5 m breiter Spitzgraben mit erhöhter Gegenböschung vorgelagert war.

## Beschreibung
Die Wallburg Babilonie weist einen komplizierten Aufbau aus einer Vielzahl von Wällen, Vorwällen und vorgelagerten Terrassenkanten auf. Im Süden umschließen die Wälle eine ca. 200 × 150 m große Kuppe, folgen über 750 m der Ost- und 450 m der Westflanke des sich nach Norden verbreiternden Berges und begrenzen in dreifacher Staffelung die etwa 550 m lange Nordseite der Burg. Im Inneren ist der Nordhang der Kuppe zusätzlich mit zwei bogenförmigen Wall-Graben-Anlagen geschützt. Die frühgeschichtlichen Wälle bestanden sehr wahrscheinlich aus einer Holz-Erde-Konstruktion. Die ursprünglichen eisenzeitlichen Holz-Erde-Wälle sind mehrfach erhöht worden und zeigen Spuren einer Palisade, die streckenweise vor einer Trockenmauer stand. Welchen der Befestigungsphasen die einzelnen Bauweisen zuzuordnen sind, ist bisher offen. Grabungen im Inneren der Burg haben nur im Kernwerk stattgefunden, wobei Wohnpodien und Spuren von Pfostengebäuden freigelegt wurden, die aber keiner Bauphase sicher zugewiesen werden konnten.

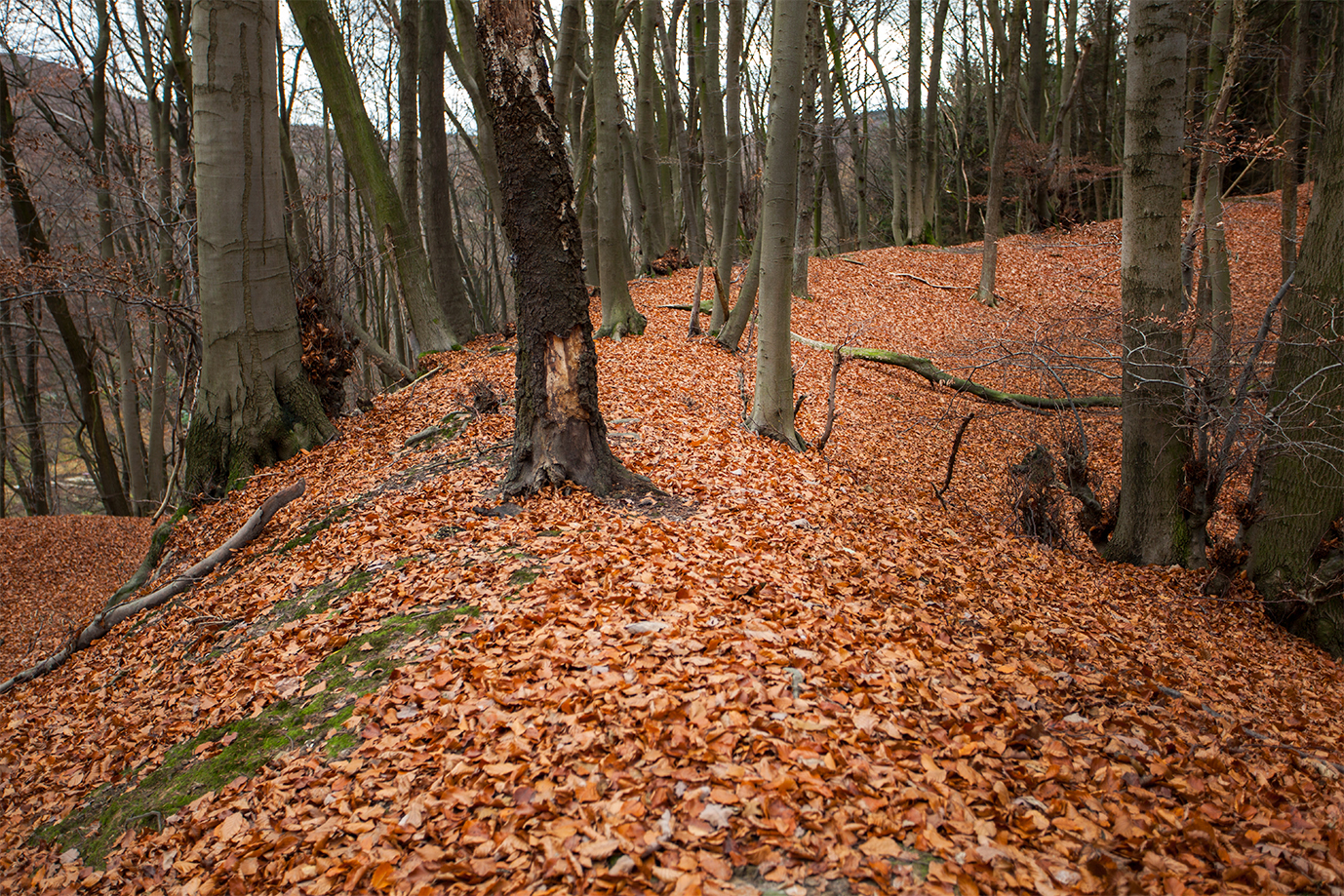
Wall der Hauptburg im Nordosten
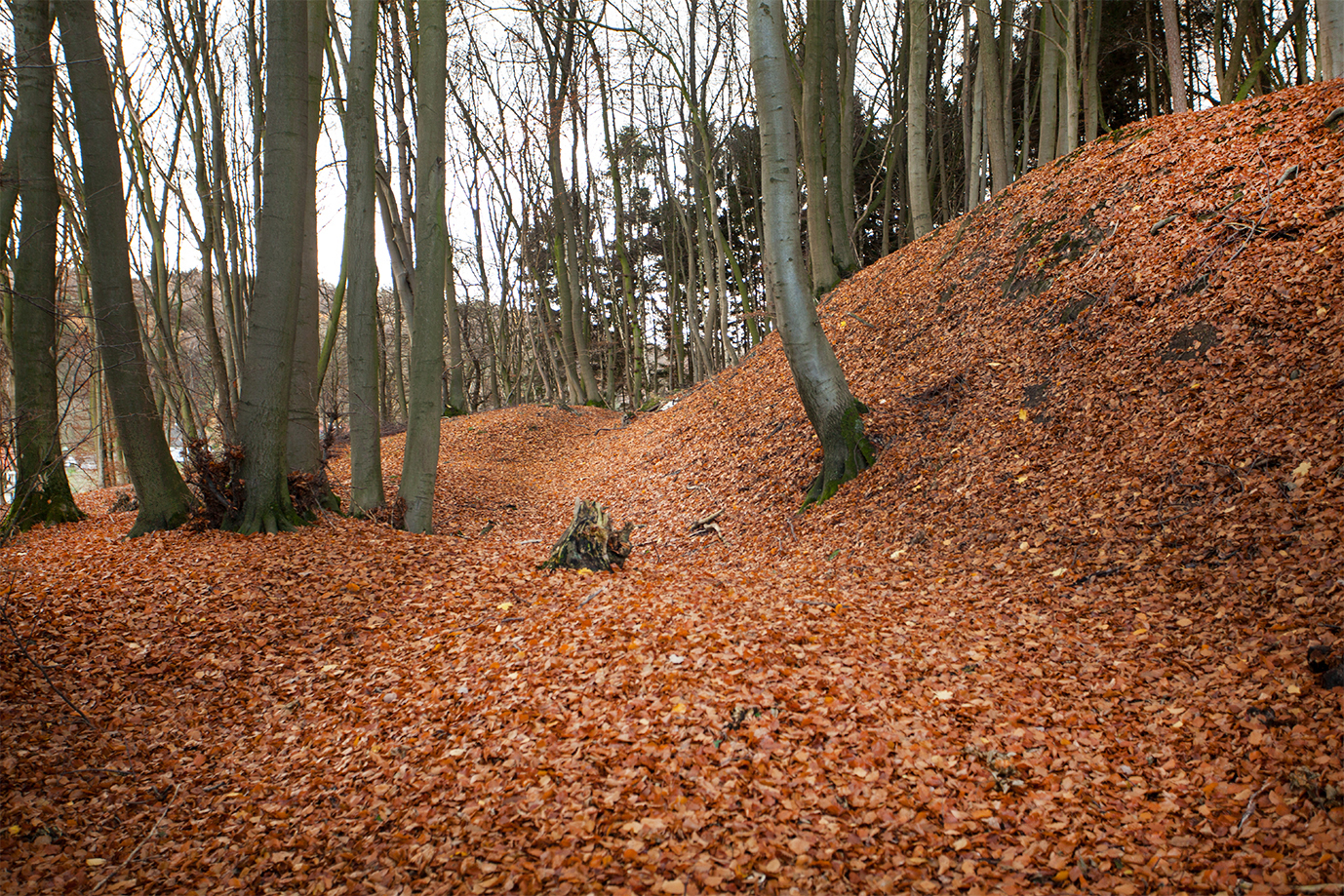
Wall der Vorburg im Nordosten
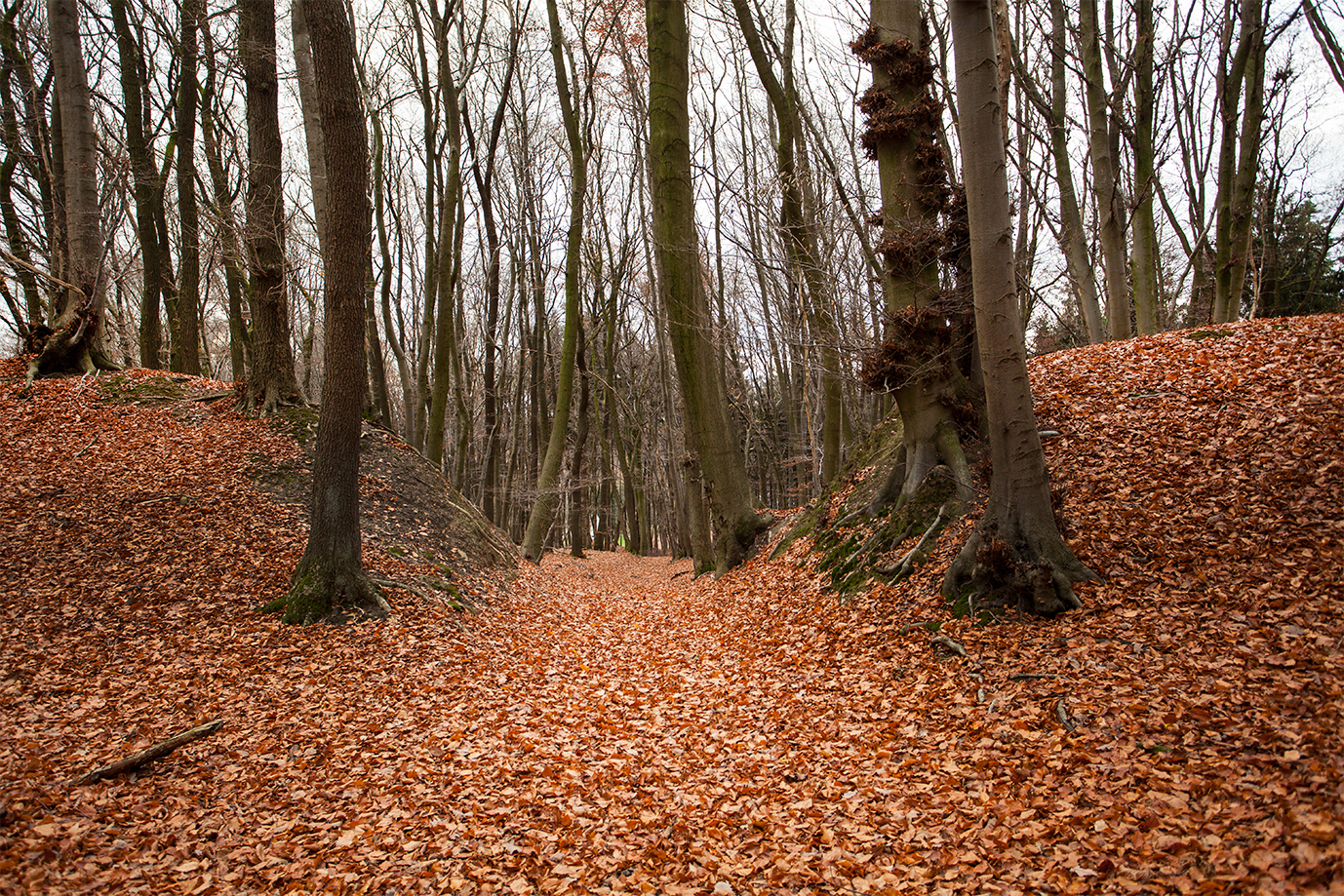
Weg durch den Wall der Vorburg im Norden
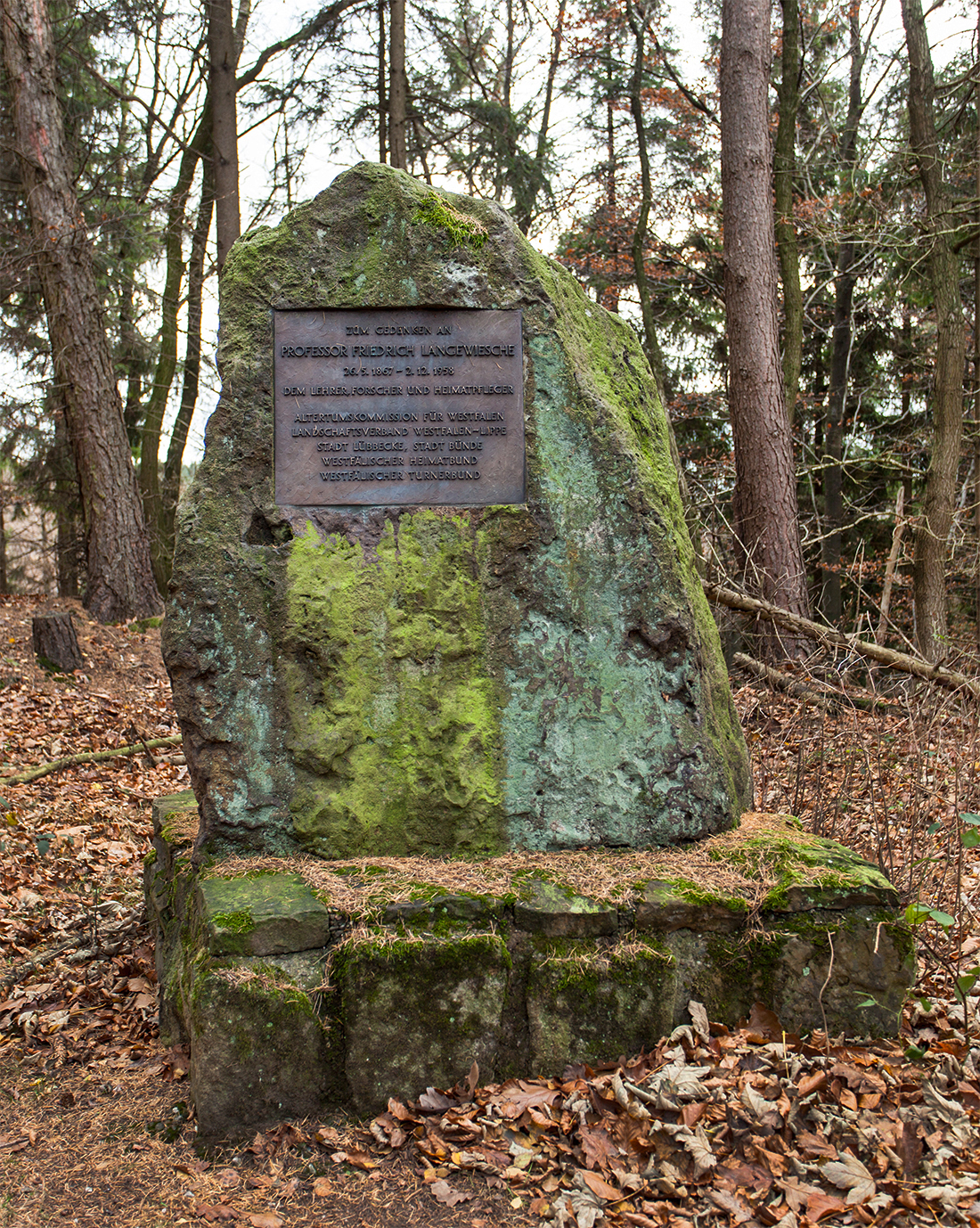
Friedrich Langewiesche Denkmal